# Церковь Рождества Пресвятой Богородицы (Белёв)
Церковь Рождества Пресвятой Богородицы — православный храм в городе Белёве Тульской области. Относится к Белёвской епархии Русской православной церкви.

## Описание
В Белёвских писцовых книгах описано, что Богородицерождественская церковь с Борисо-Глебским приделом существовала ещё в XVI веке и «сожжена была литовскими людьми» около 1614 года. В 1630 восстановлена игуменом Спасо-Преображенского монастыря Геласием с приделом в то же имя. Церковь находилась в собственности Геласия. В 1650 году он передал эту церковь с двумя другими: Стефана Нового и Сергиевскую, в потомственное наследование своей дочери — попадье Ксении и брату.
Предположительно эта церковь сгорела при пожаре 1719 года. В том же году на средства прихожан заложили новую каменную в то же имя с приделом в честь Сергия Радонежского. Это был первый в Белёве каменный храм. Около 1810 года в трапезной устроили придел Николая Чудотворца. В 1876 году построили новую колокольню. На реке Вырке церковь имела в своём владении мельницу.
С 1920-х имеет статус кафедрального собора Тульской епархии. Закрывалась Советской властью в 1930-м, вновь открылась в 1943 и действует поныне.